# Craig Richard Nelson
Craig Richard Nelson (ur. 17 września 1947 w Salt Lake City, zm. 3 marca 2025 tamże) – amerykański aktor i reżyser teatralny, filmowy i telewizyjny.

## Filmografia

### Filmy fabularne
- 1973: W pogoni za papierkiem (The Fortune Cookie) jako Willis Bell
- 1977: Trzy kobiety (3 Women) jako dr Maas
- 1978: Dzień weselny (A Wedding) jako kpt. Reedley Roots
- 1979: Kwintet (Quintet) jako Redstone
- 1980: Moja ochrona (My Bodyguard) jako Griffith
- 1980: Więzy przyjaźni (A Small Circle of Friends) jako Harry Norris
- 1985: Morderczy chłód (Chiller, TV) jako dr Collier
- 1985: Czy pamiętasz miłość? (Do You Remember Love, TV) jako Richard Vogt
- 1989: Kochanie, zmniejszyłem dzieciaki (Honey, I Shrunk the Kids) jako prof. Frederickson
- 1991: Sobowtór (Another You) jako Walt
- 1994: Eksplozja (Blown Away) jako przewodnik w Bostonie
- 2015: Sophie jako Gabriel

### Seriale TV
- 1974: Paul Sand, przyjaciele i kochankowie (Paul Sand in Friends and Lovers) jako Mason Woodruff
- 1977: Fernwood 2 Night jako dr Richard Osgood
- 1982: Square Pegs jako pan Spacek
- 1986: Złotka (Golden Girls) jako pan Thurber
- 1990: Star Trek: Następne pokolenie (Star Trek: The Next Generation) jako Krag